# Gesetz, betreffend die Einführung der Zivilprozessordnung

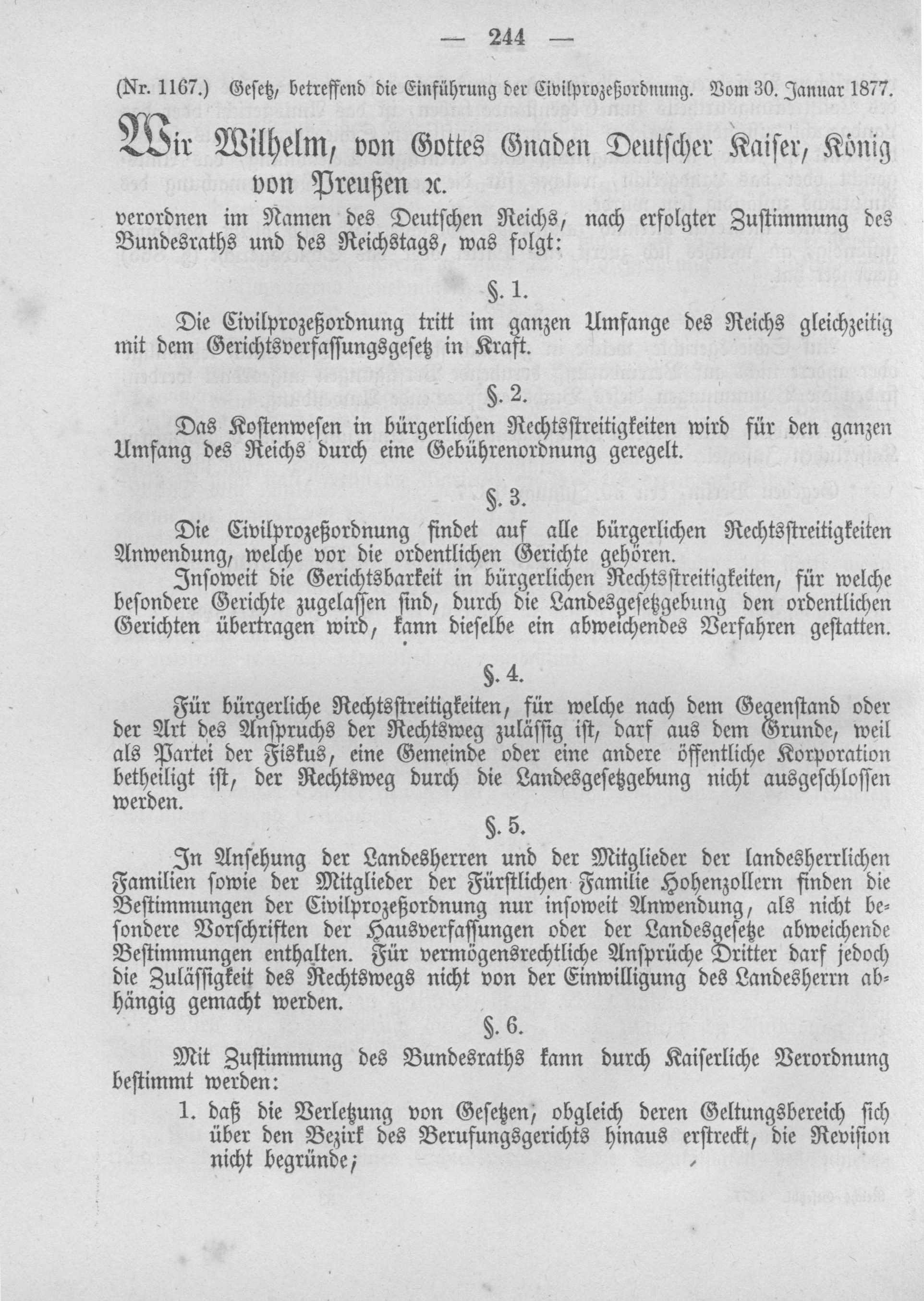
Reichsgesetzblatt, 1877

Das Gesetz, betreffend die Einführung der Zivilprozessordnung, kurz EGZPO, ist ein deutsches Änderungsgesetz. Die Fassung vom 30. Januar 1877 wurde am 19. Februar 1877 bekannt gemacht (Reichsgesetzblatt, Band 1877, Nr. 6, Seiten 244–250). Insbesondere wurde mit diesem Gesetz die Zivilprozessordnung im Deutschen Reich eingeführt: „Die Civilprozeßordnung tritt im ganzen Umfange des Reichs gleichzeitig mit dem Gerichtsverfassungsgesetz in Kraft“.
Das Gesetz enthält Übergangsbestimmungen zu Änderungen der Zivilprozessordnung. Sie regeln vor allem die Anwendbarkeit der geänderten Vorschriften auf bereits anhängige Verfahren.